# Mirosław Jan Stasik
Mirosław Jan Stasik (ur. 27 stycznia 1929 w Łodzi, zm. 8 sierpnia 2023 w Niedernhausen) – polski lekarz i toksykolog.

## Edukacja i początki kariery
Ukończył studia lekarskie w Akademii Medycznej w Łodzi. Następnie studiował toksykologię na Uniwersytecie Surrey. Tytuł doktora medycyny uzyskał na Uniwersytecie w Heidelbergu.
W latach 60. XX wieku uzyskał specjalizację z chorób wewnętrznych. Następnie, będąc pracownikiem naukowym Instytutu Medycyny Pracy im. J. Nofera w Łodzi, został kierownikiem nowo powstałego oddziału ostrych zatruć Instytutu, gdzie również tworzył zręby informacji toksykologicznej w Polsce.
W tamtym okresie opublikował jedną z pierwszych na świecie prac klinicznych na temat ostrej toksyczności tetraetyloołowiu u człowieka. Substancja ta była powszechnie stosowana jako środek przeciwstukowy w benzynie do 2005 roku.

## Dalsza kariera
Od początku lat 70. XX wieku przebywał w Niemczech Zachodnich, z dwuletnią przerwą na staż w Instytucie Toksykologii Uniwersytetu w Würzburgu oraz studia uniwersyteckie w Wielkiej Brytanii. We Frankfurcie nad Menem kierował ośrodkiem toksykologii i epidemiologicznych badań nad karcynogenezą w departamencie medycyny pracy koncernu chemicznego Hoechst AG we Frankfurcie nad Menem.
Celem tych badań było określenie rakotwórczego potencjału niektórych amin aromatycznych, np. dichlorobenzydyny i pochodnych aniliny, jak również tlenku etylenu i formaldehydu.
W latach 80. Stasik był delegatem koncernu Hoechst na konferencje naukowe Chemical Industry Institute of Toxicology w Research Triangle Park, jak również na sympozja naukowe organizowane przez Center for Environmental Epidemiology na Uniwersytecie Pittsburskim. Był także konsultantem i członkiem europejskich gremiów naukowych w Brukseli.
W latach 1989–2003, po nawiązaniu współpracy z Instytutem Medycyny Pracy i Ochrony Środowiska Uniwersytetu im. J. Gutenberga w Moguncji, kontynuował swe prace nad rakotwórczymi aminami aromatycznymi, jak również współpracował w tym zakresie z Katedrą Histologii i Embriologii Uniwersytetu Medycznego w Łodzi.

## Największe osiągnięcia
Badając proste aryloaminy zaobserwował, że 4-chloro-o-toluidyna (4-COT), stosowana jako surowiec do produkcji wielu barwników i pigmentów oraz chlorodimeformu, może powodować raka pęcherza moczowego u człowieka. W następswie m.in. tych badań, Międzynarodowa Agencja Badań nad Rakiem sklasyfikowała 4-COT jako prawdopodobnie rakotwórczy dla człowieka, a produkacja i wykrozystanie tego związku zostały ograniczone.
Klaus Norpoth w swym podręczniku medycyny za odkrycie rakotwórczości 4-COT wpisał Stasika, jako jedynego Polaka, w poczet 15. światowych badaczy, którzy na przestrzeni ponad dwóch wieków odkryli zawodowe substancje rakotwórcze: od Percivalla Potta (1775) przez Ludwiga Rehna (1895), Johna Creecha i Maurice’a Johnsona (1974) do Stasika (1987).
Stasik był autorem i współautorem kilkudziesięciu publikacji naukowych w czasopismach polskich, angielskich, niemieckich i japońskich, artykułów w Encyklopedia of Occupational Health and Safety (cztery wydania) Międzynarodowej Organizacji Pracy i w Ullmann’s Encyclopedia of Industrial Chemistry. Prezentował swoje artykuły na międzynarodowych kongresach International Commission on Occupational Health.
Od 1997 roku prowadził w Wiesbaden filię Towarzystwa Naukowego Jabłonowskich.

## Fundacja 4-COT
Wraz z żoną, dr Lilianą Stasik, założył w 2001 roku Fundację 4-COT, której był prezesem. Fundacja jest powiązana z Instytutem Medycyny Pracy w Łodzi. Sponsoruje staże naukowo-badawcze młodych polskich naukowców w Europie Zachodniej i Ameryce Północnej.